# Groplav
Groplav (Diploschistes scruposus) är en lavart som först beskrevs av Johann Christian Daniel von Schreber, och fick sitt nu gällande namn av Norman. Groplav ingår i släktet Diploschistes och familjen Graphidaceae.  Arten är reproducerande i Sverige. Inga underarter finns listade i Catalogue of Life.

## Källor

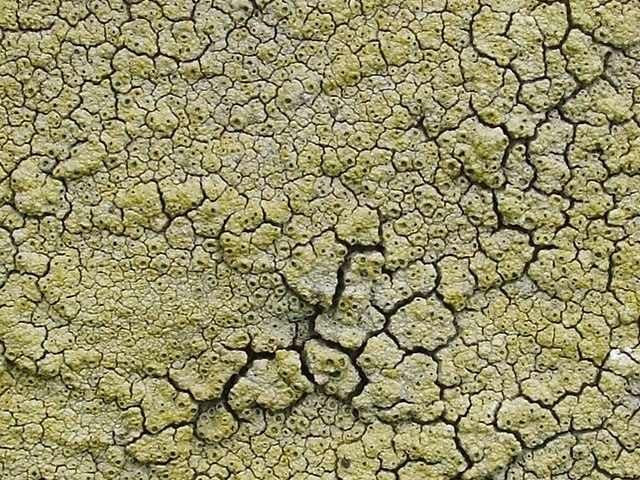
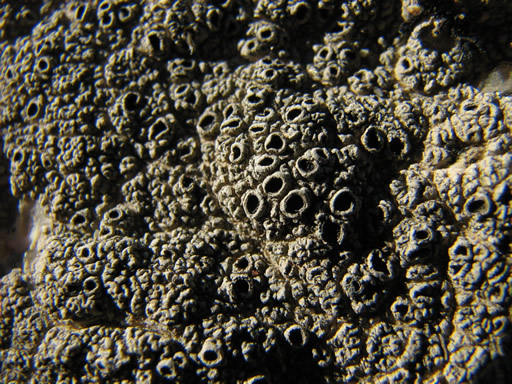
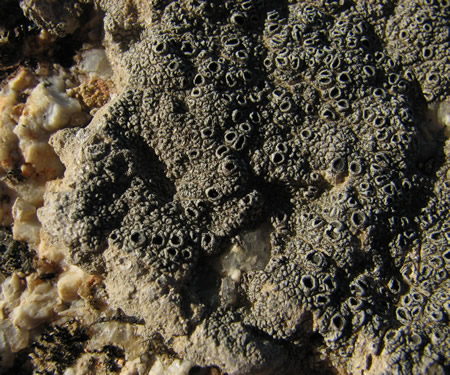
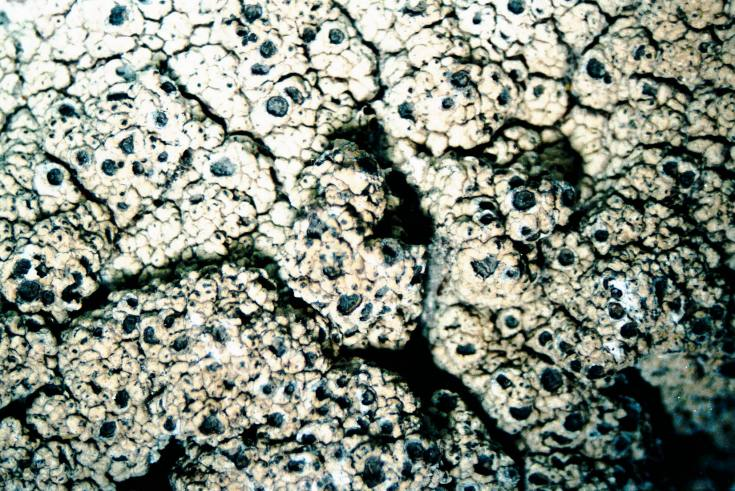
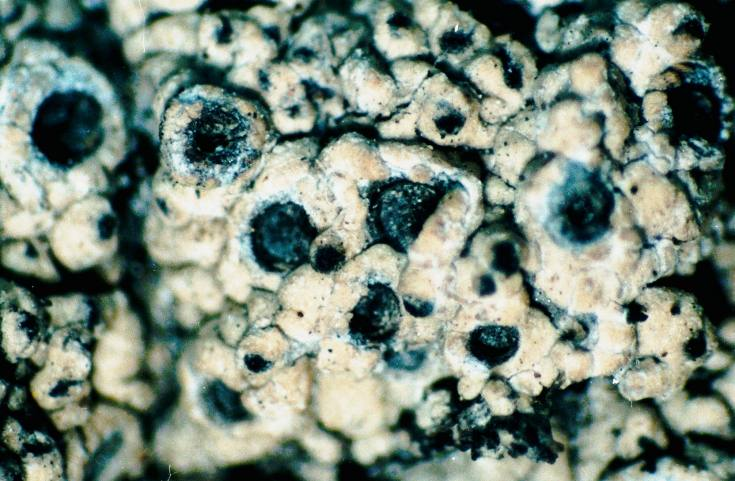
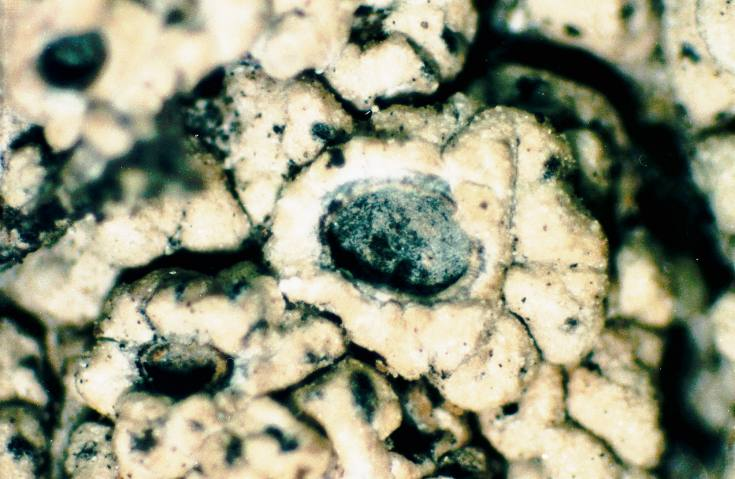
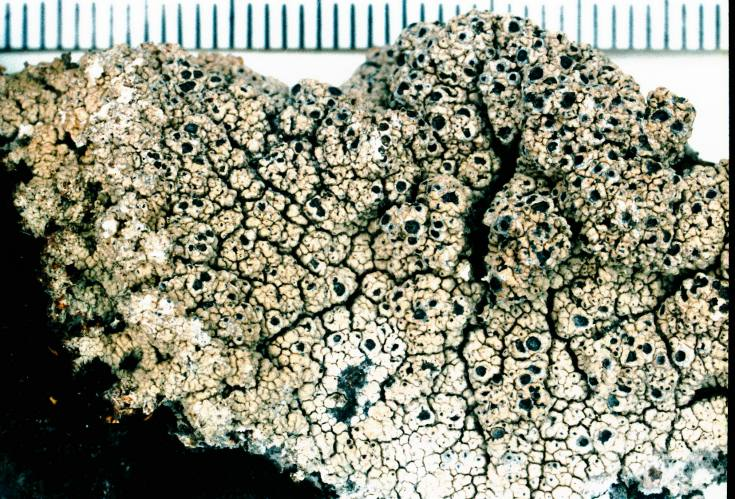